# Список профессиональных боёв Мухаммеда Али
Список профессиональных боёв Муха́ммеда Али́. За свою профессиональную карьеру Али провёл 61 поединок, одержал 56 побед (37 нокаутом) и потерпел 5 поражений. После чемпионского боя с Сонни Листоном, который прошёл 25 февраля 1964 года, Кассиус Клей сменил имя на Мухаммед Али и в дальнейшем выступал под ним.
В 1967 году Али был отлучён от бокса за отказ проходить обязательную военную службу в армии США, на тот момент он был абсолютным чемпионом мира по боксу. Атлетические комиссии США отказались признавать его чемпионом мира, а также санкционировать бои с участием Али. Он вернулся в ринг лишь спустя 3,5 года. В 1978 году Али объявил о завершении профессиональной карьеры, но в 1980 году он провёл бой за звание чемпиона мира по версии WBC против Ларри Холмса. Затем Али не выходил в ринг больше года, после чего состоялся последний бой в его карьере.

## Список поединков

### 1960 год

#### 29 октября. Танни Хансейкер
|                          |                                                                     |                                                                     |
| Соперник                 | Танни Хансейкер                                                     | Танни Хансейкер                                                     |
| Место проведения         | «Фридом-холл Стейт Фэйрграунд», Луисвилл, Кентукки                  | «Фридом-холл Стейт Фэйрграунд», Луисвилл, Кентукки                  |
| Результат                | Победа Кассиуса Клея единогласным решением судей в 6-раундовом бою. | Победа Кассиуса Клея единогласным решением судей в 6-раундовом бою. |
| Статус                   | Первый бой в профессиональной карьере Клея.                         | Первый бой в профессиональной карьере Клея.                         |
| Рефери                   | Пол Матчуни                                                         | Пол Матчуни                                                         |
| Счёт судей               | Сидни Баер: 30-24; Уолтер Бек: 30-23; Пол Матчуни: 30-19            | Сидни Баер: 30-24; Уолтер Бек: 30-23; Пол Матчуни: 30-19            |
| Счёт неофициальных судей | The Courier-Journal: 30-24 — в пользу Клея.                         | The Courier-Journal: 30-24 — в пользу Клея.                         |
|                          | Клей                                                                | Хансейкер                                                           |
| Вес                      | 87,1 кг                                                             | 84,4 кг                                                             |
| Результаты боёв          | Дебют                                                               | 15-9-1                                                              |

#### 27 декабря. Херб Силер
|                  |                                                                          |                                                                          |
| Соперник         | Херб Силер                                                               | Херб Силер                                                               |
| Место проведения | «Аудиториум», Майами-Бич, Флорида                                        | «Аудиториум», Майами-Бич, Флорида                                        |
| Результат        | Победа Кассиуса Клея техническим нокаутом в 4-м раунде 8-раундового боя. | Победа Кассиуса Клея техническим нокаутом в 4-м раунде 8-раундового боя. |
|                  | Клей                                                                     | Силер                                                                    |
| Результаты боёв  | 1-0                                                                      | 1-1                                                                      |

### 1961 год

#### 17 января. Тони Эсперти
|                  |                                                                                     |                                                                                     |
| Соперник         | Тони Эсперти                                                                        | Тони Эсперти                                                                        |
| Место проведения | «Аудиториум», Майами-Бич, Флорида                                                   | «Аудиториум», Майами-Бич, Флорида                                                   |
| Результат        | Победа Кассиуса Клея техническим нокаутом в 3-м раунде 8-раундового боя.            | Победа Кассиуса Клея техническим нокаутом в 3-м раунде 8-раундового боя.            |
| Рефери           | Майк Каплан                                                                         | Майк Каплан                                                                         |
| Время            | 1:30 минут                                                                          | 1:30 минут                                                                          |
|                  | Клей                                                                                | Эсперти                                                                             |
| Вес              | 88,5 кг                                                                             | 89,4 кг                                                                             |
| Результаты боёв  | 2-0                                                                                 | 9-5-2                                                                               |
| Примечания       | Бой состоялся в день рождения Клея и был первым за последние шесть лет для Эсперти. | Бой состоялся в день рождения Клея и был первым за последние шесть лет для Эсперти. |

#### 7 февраля. Джимми Робинсон
|                  | | |
| Соперник         | Джимми Робинсон | Джимми Робинсон |
| Место проведения | «Конвеншн-холл», Майами-Бич, Флорида | «Конвеншн-холл», Майами-Бич, Флорида |
| Результат        | Победа Кассиуса Клея нокаутом в 1-м раунде 8-раундового боя.                                                                                | Победа Кассиуса Клея нокаутом в 1-м раунде 8-раундового боя.                                                                                |
| Время            | 1:34 минут | 1:34 минут |
|                  | Клей | Робинсон |
| Вес              | 87,8 кг | 80,3 кг |
| Результаты боёв  | 3-0 | 1-2 |
| Примечания       | Планировалось, что соперником Клея будет Вилли Галатт, но тот не смог выйти в ринг и, практически, в последний момент его заменил Робинсон. | Планировалось, что соперником Клея будет Вилли Галатт, но тот не смог выйти в ринг и, практически, в последний момент его заменил Робинсон. |

#### 21 февраля. Донни Флеман
|                  |                                                                                 |                                                                                 |
| Соперник         | Донни Флеман                                                                    | Донни Флеман                                                                    |
| Место проведения | «Аудиториум», Майами-Бич, Флорида                                               | «Аудиториум», Майами-Бич, Флорида                                               |
| Результат        | Победа Кассиуса Клея техническим нокаутом в 7-м раунде 8-раундового боя.        | Победа Кассиуса Клея техническим нокаутом в 7-м раунде 8-раундового боя.        |
| Рефери           | Билл Риган                                                                      | Билл Риган                                                                      |
| Счёт судей       | Билл Риган: 60-49; Стюарт Уинстон: 60-52; Барри Перлман: 60-50                  | Билл Риган: 60-49; Стюарт Уинстон: 60-52; Барри Перлман: 60-50                  |
| Время            | 3:00 минут                                                                      | 3:00 минут                                                                      |
|                  | Клей                                                                            | Флеман                                                                          |
| Вес              | 86,2 кг                                                                         | 83,5 кг                                                                         |
| Результаты боёв  | 4-0                                                                             | 35-11-1                                                                         |
| Примечания       | Бой был остановлен из-за травмы рёбер Флемана, которую он получил в 6-м раунде. | Бой был остановлен из-за травмы рёбер Флемана, которую он получил в 6-м раунде. |

#### 19 марта. Ламар Кларк
|                  |                                                                |                                                                |
| Соперник         | Ламар Кларк                                                    | Ламар Кларк                                                    |
| Место проведения | «Фридом-холл Стейт Фэйрграунд», Луисвилл, Кентукки             | «Фридом-холл Стейт Фэйрграунд», Луисвилл, Кентукки             |
| Результат        | Победа Кассиуса Клея нокаутом во 2-м раунде 10-раундового боя. | Победа Кассиуса Клея нокаутом во 2-м раунде 10-раундового боя. |
| Время            | 1:27 минут                                                     | 1:27 минут                                                     |
|                  | Клей                                                           | Кларк                                                          |
| Вес              | 87,3 кг                                                        | 82,3 кг                                                        |
| Результаты боёв  | 5-0                                                            | 43-2                                                           |
| Примечания       | Кларк дважды был в нокдауне в 1-м раунде.                      | Кларк дважды был в нокдауне в 1-м раунде.                      |

#### 26 июня. Дюк Сейбдонг
|                  |                                                                      |                                                                      |
| Соперник         | Дюк Сейбдонг                                                         | Дюк Сейбдонг                                                         |
| Место проведения | «Конвеншн-центр», Лас-Вегас, Невада                                  | «Конвеншн-центр», Лас-Вегас, Невада                                  |
| Результат        | Победа Кассиуса Клея единогласным решением судей в 10-раундовом бою. | Победа Кассиуса Клея единогласным решением судей в 10-раундовом бою. |
| Рефери           | Гарольд Краузе                                                       | Гарольд Краузе                                                       |
| Счёт судей       | Гарольд Краузе: 50-34; Джон Ромеро: 50-38; Дик Канеллис: 49-43       | Гарольд Краузе: 50-34; Джон Ромеро: 50-38; Дик Канеллис: 49-43       |
| Промоутер        | Мел «Рэд» Греб                                                       | Мел «Рэд» Греб                                                       |
|                  | Клей                                                                 | Сейбдонг                                                             |
| Вес              | 88,2 кг                                                              | 102,1 кг                                                             |
| Результаты боёв  | 6-0                                                                  | 15-11-1                                                              |

#### 22 июля. Алонзо Джонсон
|                          |                                                                      |                                                                      |
| Соперник                 | Алонзо Джонсон                                                       | Алонзо Джонсон                                                       |
| Место проведения         | «Фридом-холл Стейт Фэйрграунд», Луисвилл, Кентукки                   | «Фридом-холл Стейт Фэйрграунд», Луисвилл, Кентукки                   |
| Результат                | Победа Кассиуса Клея единогласным решением судей в 10-раундовом бою. | Победа Кассиуса Клея единогласным решением судей в 10-раундовом бою. |
| Рефери                   | Дон Асбури                                                           | Дон Асбури                                                           |
| Счёт судей               | Дон Асбури: 50-44; Уорвик Эдвардс: 48-45; Уолтер Бек: 48-47          | Дон Асбури: 50-44; Уорвик Эдвардс: 48-45; Уолтер Бек: 48-47          |
| Счёт неофициальных судей | Associated Press: 47-43                                              | Associated Press: 47-43                                              |
|                          | Клей                                                                 | Джонсон                                                              |
| Вес                      | 87,3 кг                                                              | 85,7 кг                                                              |
| Результаты боёв          | 7-0                                                                  | 18-7                                                                 |

#### 7 октября. Алекс Митефф
|                  |                                                                           |                                                                           |
| Соперник         | Алекс Митефф                                                              | Алекс Митефф                                                              |
| Место проведения | «Фридом-холл Стейт Фэйрграунд», Луисвилл, Кентукки                        | «Фридом-холл Стейт Фэйрграунд», Луисвилл, Кентукки                        |
| Результат        | Победа Кассиуса Клея техническим нокаутом в 6-м раунде 10-раундового боя. | Победа Кассиуса Клея техническим нокаутом в 6-м раунде 10-раундового боя. |
| Рефери           | Дон Асбури                                                                | Дон Асбури                                                                |
| Время            | 1:45 минут                                                                | 1:45 минут                                                                |
|                  | Клей                                                                      | Митефф                                                                    |
| Вес              | 85,3 кг                                                                   | 95,3 кг                                                                   |
| Результаты боёв  | 8-0                                                                       | 24-10-1                                                                   |
| Примечания       | Рефери остановил бой в 6-м раунде.                                        | Рефери остановил бой в 6-м раунде.                                        |

#### 29 ноября. Вилли Бесманофф
|                  | | |
| Соперник         | Вилли Бесманофф                                                                                                  | Вилли Бесманофф                                                                                                  |
| Место проведения | «Фридом-холл Стейт Фэйрграунд», Луисвилл, Кентукки                                                               | «Фридом-холл Стейт Фэйрграунд», Луисвилл, Кентукки                                                               |
| Результат        | Победа Кассиуса Клея техническим нокаутом в 7-м раунде 10-раундового боя.                                        | Победа Кассиуса Клея техническим нокаутом в 7-м раунде 10-раундового боя.                                        |
| Рефери           | Дон Асбури | Дон Асбури |
| Время            | 1:55 минут | 1:55 минут |
|                  | Клей | Бесманофф |
| Вес              | 87,5 кг | 93,1 кг |
| Результаты боёв  | 9-0 | 44-27-7 |
| Примечания       | У Бесманоффа открылось рассечение в районе глаза в 4-м раунде. В 7-м раунде Бесманофф дважды побывал в нокдауне. | У Бесманоффа открылось рассечение в районе глаза в 4-м раунде. В 7-м раунде Бесманофф дважды побывал в нокдауне. |

### 1962 год

#### 10 февраля. Сонни Банкс
|                  | | |
| Соперник         | Сонни Банкс                                                                                          | Сонни Банкс                                                                                          |
| Место проведения | «Медисон-сквер-гарден», Нью-Йорк, Нью-Йорк                                                           | «Медисон-сквер-гарден», Нью-Йорк, Нью-Йорк                                                           |
| Результат        | Победа Кассиуса Клея техническим нокаутом в 4-м раунде 10-раундового боя.                            | Победа Кассиуса Клея техническим нокаутом в 4-м раунде 10-раундового боя.                            |
| Рефери           | Руби Голдштейн                                                                                       | Руби Голдштейн                                                                                       |
| Счёт судей       | Руби Голдштейн: ; Фрэнк Форбс: ; Джо Агнелло:                                                        | Руби Голдштейн: ; Фрэнк Форбс: ; Джо Агнелло:                                                        |
| Время            | 0:26 минут                                                                                           | 0:26 минут                                                                                           |
|                  | Клей                                                                                                 | Банкс                                                                                                |
| Вес              | 88,2 кг                                                                                              | 86,7 кг                                                                                              |
| Результаты боёв  | 10-0                                                                                                 | 10-2                                                                                                 |
| Примечания       | В 1-м раунде Банкс отправил Клея в нокдаун, который стал первым в профессиональной карьере Кассиуса. | В 1-м раунде Банкс отправил Клея в нокдаун, который стал первым в профессиональной карьере Кассиуса. |

#### 28 февраля. Дон Уорнер
|                  |                                                                           |                                                                           |
| Соперник         | Дон Уорнер                                                                | Дон Уорнер                                                                |
| Место проведения | «Конвеншн-холл», Майами-Бич, Флорида                                      | «Конвеншн-холл», Майами-Бич, Флорида                                      |
| Результат        | Победа Кассиуса Клея техническим нокаутом в 4-м раунде 10-раундового боя. | Победа Кассиуса Клея техническим нокаутом в 4-м раунде 10-раундового боя. |
| Рефери           | Цай Готтфрид                                                              | Цай Готтфрид                                                              |
| Время            | 0:34 минут                                                                | 0:34 минут                                                                |
|                  | Клей                                                                      | Уорнер                                                                    |
| Вес              | 88,5 кг                                                                   | 86,0 кг                                                                   |
| Результаты боёв  | 11-0                                                                      | 12-6-2                                                                    |

#### 23 апреля. Джордж Логан
|                  |                                                                           |                                                                           |
| Соперник         | Джордж Логан                                                              | Джордж Логан                                                              |
| Место проведения | «Спортс-арена», Лос-Анджелес, Калифорния                                  | «Спортс-арена», Лос-Анджелес, Калифорния                                  |
| Результат        | Победа Кассиуса Клея техническим нокаутом в 4-м раунде 10-раундового боя. | Победа Кассиуса Клея техническим нокаутом в 4-м раунде 10-раундового боя. |
| Рефери           | Ли Гроссман                                                               | Ли Гроссман                                                               |
| Время            | 1:34 минут                                                                | 1:34 минут                                                                |
|                  | Клей                                                                      | Логан                                                                     |
| Вес              | 89,1 кг                                                                   | 93,0 кг                                                                   |
| Результаты боёв  | 12-0                                                                      | 22-7-1                                                                    |
| Примечания       | В 4-м раунде из угла Логана было выброшено полотенце.                     | В 4-м раунде из угла Логана было выброшено полотенце.                     |

#### 19 мая. Билли Даньелз
|                  |                                                                           |                                                                           |
| Соперник         | Билли Даньелз                                                             | Билли Даньелз                                                             |
| Место проведения | «Сент-Николас-арена», Нью-Йорк, Нью-Йорк                                  | «Сент-Николас-арена», Нью-Йорк, Нью-Йорк                                  |
| Результат        | Победа Кассиуса Клея техническим нокаутом в 7-м раунде 10-раундового боя. | Победа Кассиуса Клея техническим нокаутом в 7-м раунде 10-раундового боя. |
| Рефери           | Марк Конн                                                                 | Марк Конн                                                                 |
| Счёт судей       | Марк Конн: 5-1; Арти Айдала: 4-2; Лео Бёрнбаум: 4-2                       | Марк Конн: 5-1; Арти Айдала: 4-2; Лео Бёрнбаум: 4-2                       |
| Время            | 2:21 минут                                                                | 2:21 минут                                                                |
|                  | Клей                                                                      | Даньелз                                                                   |
| Вес              | 88,9 кг                                                                   | 85,7 кг                                                                   |
| Результаты боёв  | 13-0                                                                      | 16-0                                                                      |
| Примечания       | Бой остановили из-за сильного рассечения в районе глаза у Даньелза.       | Бой остановили из-за сильного рассечения в районе глаза у Даньелза.       |

#### 20 июля. Алехандро Лаворанти
|                  |                                                               |                                                               |
| Соперник         | Алехандро Лаворанти                                           | Алехандро Лаворанти                                           |
| Место проведения | «Спортс-арена», Лос-Анджелес, Калифорния                      | «Спортс-арена», Лос-Анджелес, Калифорния                      |
| Результат        | Победа Кассиуса Клея нокаутом в 5-м раунде 10-раундового боя. | Победа Кассиуса Клея нокаутом в 5-м раунде 10-раундового боя. |
| Рефери           | Томми Харт                                                    | Томми Харт                                                    |
| Время            | 1:48 минут                                                    | 1:48 минут                                                    |
|                  | Клей                                                          | Лаворанти                                                     |
| Вес              | 90,3 кг                                                       | 94,4 кг                                                       |
| Результаты боёв  | 14-0                                                          | 19-3                                                          |
| Примечания       | В 5-м раунде Лаворанти дважды побывал в нокдауне.             | В 5-м раунде Лаворанти дважды побывал в нокдауне.             |

#### 15 ноября. Арчи Мур
|                  |                                                               |                                                               |
| Соперник         | Арчи Мур                                                      | Арчи Мур                                                      |
| Место проведения | «Спортс-арена», Лос-Анджелес, Калифорния                      | «Спортс-арена», Лос-Анджелес, Калифорния                      |
| Результат        | Победа Кассиуса Клея нокаутом в 4-м раунде 12-раундового боя. | Победа Кассиуса Клея нокаутом в 4-м раунде 12-раундового боя. |
| Рефери           | Томми Харт                                                    | Томми Харт                                                    |
| Время            | 1:35 минут                                                    | 1:35 минут                                                    |
|                  | Клей                                                          | Мур                                                           |
| Вес              | 92,5 кг                                                       | 86,6 кг                                                       |
| Результаты боёв  | 15-0                                                          | 184-22-10                                                     |
| Гонорар          | 40 тыс. долларов                                              | 75 тыс. долларов                                              |
| Примечания       | Мур трижды побывал в нокдауне в 4-м раунде.                   | Мур трижды побывал в нокдауне в 4-м раунде.                   |

### 1963 год

#### 24 января. Чарли Пауэлл
|                  |                                                               |                                                               |
| Соперник         | Чарли Пауэлл                                                  | Чарли Пауэлл                                                  |
| Место проведения | «Сивик-арена», Питтсбург, Пенсильвания                        | «Сивик-арена», Питтсбург, Пенсильвания                        |
| Результат        | Победа Кассиуса Клея нокаутом в 3-м раунде 10-раундового боя. | Победа Кассиуса Клея нокаутом в 3-м раунде 10-раундового боя. |
| Рефери           | Эрни Сесто                                                    | Эрни Сесто                                                    |
| Время            | 2:04 минут                                                    | 2:04 минут                                                    |
|                  | Клей                                                          | Пауэлл                                                        |
| Вес              | 93,0 кг                                                       | 97,1 кг                                                       |
| Результаты боёв  | 16-0                                                          | 23-6-3                                                        |

#### 13 марта. Даг Джонс
|                          |                                                                      |                                                                      |
| Соперник                 | Даг Джонс                                                            | Даг Джонс                                                            |
| Место проведения         | «Медисон-сквер-гарден», Нью-Йорк, Нью-Йорк                           | «Медисон-сквер-гарден», Нью-Йорк, Нью-Йорк                           |
| Результат                | Победа Кассиуса Клея единогласным решением судей в 10-раундовом бою. | Победа Кассиуса Клея единогласным решением судей в 10-раундовом бою. |
| Рефери                   | Джо Лоскалзо                                                         | Джо Лоскалзо                                                         |
| Счёт судей               | Джо Лоскалзо: 8-1; Фрэнк Форбс: 5-4; Арти Айдала: 5-4                | Джо Лоскалзо: 8-1; Фрэнк Форбс: 5-4; Арти Айдала: 5-4                |
| Счёт неофициальных судей | Associated Press: 5-4-1                                              | Associated Press: 5-4-1                                              |
|                          | Клей                                                                 | Джонс                                                                |
| Вес                      | 91,9 кг                                                              | 85,3 кг                                                              |
| Результаты боёв          | 17-0                                                                 | 21-3-1                                                               |
| Примечания               | Бой года по версии журнала «Ринг».                                   | Бой года по версии журнала «Ринг».                                   |

#### 18 июня. Генри Купер
|                  | | |
| Соперник         | Генри Купер | Генри Купер |
| Место проведения | «Уэмбли», Лондон | «Уэмбли», Лондон |
| Результат        | Победа Кассиуса Клея техническим нокаутом в 5-м раунде 10-раундового боя.                                                 | Победа Кассиуса Клея техническим нокаутом в 5-м раунде 10-раундового боя.                                                 |
| Рефери           | Томми Литтл | Томми Литтл |
| Время            | 2:15 минут | 2:15 минут |
|                  | Клей | Купер |
| Вес              | 93,9 кг | 84,1 кг |
| Результаты боёв  | 18-0 | 27-8-1 |
| Примечания       | Клей побывал в нокдауне в 4-м раунде. В следующем раунде бой остановили из-за глубоко рассечения над левым глазом Купера. | Клей побывал в нокдауне в 4-м раунде. В следующем раунде бой остановили из-за глубоко рассечения над левым глазом Купера. |

### 1964 год

#### 25 февраля. Сонни Листон
|                  | | |
| Соперник         | Сонни Листон | Сонни Листон |
| Место проведения | «Конвеншн-холл», Майами-Бич, Флорида | «Конвеншн-холл», Майами-Бич, Флорида |
| Результат        | Победа Кассиуса Клея отказом соперника продолжать поединок в 7-м раунде 15-раундового боя. | Победа Кассиуса Клея отказом соперника продолжать поединок в 7-м раунде 15-раундового боя. |
| Статус           | Бой за звание абсолютного чемпиона мира. | Бой за звание абсолютного чемпиона мира. |
| Рефери           | Барни Феликс | Барни Феликс |
| Счёт судей       | Барни Феликс: 57-57; Берни Лаветт: 58-56 (Листон); Гас Джейкобсон: 56-58 (Клей) | Барни Феликс: 57-57; Берни Лаветт: 58-56 (Листон); Гас Джейкобсон: 56-58 (Клей) |
|                  | Клей | Листон |
| Вес              | 95,5 кг | 98,9 кг |
| Результаты боёв  | 19-0 | 35-1 |
| Гонорар          | 630 тыс. долларов | 1,3 млн долларов |
| Примечания       | В перерыве между 6-м и 7-м раундом Листон отказался продолжать бой, сославшись на травму плеча. После этого боя Клей сменил имя на Мухаммед Али. Поединок был признан боем года, боем десятилетия и разочарованием десятилетия по версии журнала «Ринг». | В перерыве между 6-м и 7-м раундом Листон отказался продолжать бой, сославшись на травму плеча. После этого боя Клей сменил имя на Мухаммед Али. Поединок был признан боем года, боем десятилетия и разочарованием десятилетия по версии журнала «Ринг». |

### 1965 год

#### 25 мая. Сонни Листон
|                  |                                                               |                                                               |
| Соперник         | Сонни Листон                                                  | Сонни Листон                                                  |
| Место проведения | «Сент-Доминикс-холл», Льюистон, Мэн                           | «Сент-Доминикс-холл», Льюистон, Мэн                           |
| Результат        | Победа Мухаммеда Али нокаутом в 1-м раунде 15-раундового боя. | Победа Мухаммеда Али нокаутом в 1-м раунде 15-раундового боя. |
| Статус           | Бой за звание абсолютного чемпиона мира.                      | Бой за звание абсолютного чемпиона мира.                      |
| Рефери           | Джерси Джо Уолкотт                                            | Джерси Джо Уолкотт                                            |
| Счёт судей       | Кори Уоллес: ; Расс Леонард: ; Джо Колвин:                    | Кори Уоллес: ; Расс Леонард: ; Джо Колвин:                    |
| Время            | 2:12 минут                                                    | 2:12 минут                                                    |
|                  | Али                                                           | Листон                                                        |
| Вес              | 93,4 кг                                                       | 97,6 кг                                                       |
| Результаты боёв  | 20-0                                                          | 35-2                                                          |
| Примечания       | Первый бой под именем Мухаммеда Али.                          | Первый бой под именем Мухаммеда Али.                          |

#### 22 ноября. Флойд Паттерсон
|                  |                                                                                  |                                                                                  |
| Соперник         | Флойд Паттерсон                                                                  | Флойд Паттерсон                                                                  |
| Место проведения | «Конвеншн-центр», Лас-Вегас, Невада                                              | «Конвеншн-центр», Лас-Вегас, Невада                                              |
| Результат        | Победа Мухаммеда Али техническим нокаутом в 12-м раунде 15-раундового боя.       | Победа Мухаммеда Али техническим нокаутом в 12-м раунде 15-раундового боя.       |
| Статус           | Бой за звание абсолютного чемпиона мира.                                         | Бой за звание абсолютного чемпиона мира.                                         |
| Рефери           | Гарольд Краузе                                                                   | Гарольд Краузе                                                                   |
| Счёт судей       | Гарольд Краузе: 53-46; Гарольд Бак: 54-45; Билл Стреммелл: 53-43 — в пользу Али. | Гарольд Краузе: 53-46; Гарольд Бак: 54-45; Билл Стреммелл: 53-43 — в пользу Али. |
| Время            | 2:18 минут                                                                       | 2:18 минут                                                                       |
|                  | Али                                                                              | Паттерсон                                                                        |
| Вес              | 95,3 кг                                                                          | 89,2 кг                                                                          |
| Результаты боёв  | 21-0                                                                             | 43-4                                                                             |
| Примечания       | Паттерсон побывал в нокдауне в 6-м раунде.                                       | Паттерсон побывал в нокдауне в 6-м раунде.                                       |

### 1966 год

#### 29 марта. Джордж Чувало
|                  |                                                                                    |                                                                                    |
| Соперник         | Джордж Чувало                                                                      | Джордж Чувало                                                                      |
| Место проведения | «Мэйпл Лиф-гарденс», Торонто, Онтарио                                              | «Мэйпл Лиф-гарденс», Торонто, Онтарио                                              |
| Результат        | Победа Мухаммеда Али единогласным решением судей в 15-раундовом бою.               | Победа Мухаммеда Али единогласным решением судей в 15-раундовом бою.               |
| Статус           | Бой за звание абсолютного чемпиона мира.                                           | Бой за звание абсолютного чемпиона мира.                                           |
| Рефери           | Джеки Сильверс                                                                     | Джеки Сильверс                                                                     |
| Счёт судей       | Джеки Сильверс: 73-65; Тони Канзано: 74-63; Джеки Джонстоун: 74-62 — в пользу Али. | Джеки Сильверс: 73-65; Тони Канзано: 74-63; Джеки Джонстоун: 74-62 — в пользу Али. |
|                  | Али                                                                                | Чувало                                                                             |
| Вес              | 97,3 кг                                                                            | 98,0 кг                                                                            |
| Результаты боёв  | 22-0                                                                               | 34-11-2                                                                            |
| Гонорар          | 90 тыс. долларов                                                                   | 35—40 тыс. долларов                                                                |

#### 21 мая. Генри Купер
|                  |                                                                           |                                                                           |
| Соперник         | Генри Купер                                                               | Генри Купер                                                               |
| Место проведения | «Стадион ФК Арсенал», Лондон                                              | «Стадион ФК Арсенал», Лондон                                              |
| Результат        | Победа Мухаммеда Али техническим нокаутом в 6-м раунде 15-раундового боя. | Победа Мухаммеда Али техническим нокаутом в 6-м раунде 15-раундового боя. |
| Статус           | Бой за звание абсолютного чемпиона мира.                                  | Бой за звание абсолютного чемпиона мира.                                  |
| Рефери           | Джордж Смит                                                               | Джордж Смит                                                               |
|                  | Али                                                                       | Купер                                                                     |
| Вес              | 91,4 кг                                                                   | 85,3 кг                                                                   |
| Результаты боёв  | 23-0                                                                      | 33-11-1                                                                   |
| Примечания       | Бой был остановлен из-за сильного рассечения у Купера.                    | Бой был остановлен из-за сильного рассечения у Купера.                    |

#### 6 августа. Брайан Лондон
|                  |                                                               |                                                               |
| Соперник         | Брайан Лондон                                                 | Брайан Лондон                                                 |
| Место проведения | «Эрл-Корт-арена», Лондон                                      | «Эрл-Корт-арена», Лондон                                      |
| Результат        | Победа Мухаммеда Али нокаутом в 3-м раунде 15-раундового боя. | Победа Мухаммеда Али нокаутом в 3-м раунде 15-раундового боя. |
| Статус           | Бой за звание абсолютного чемпиона мира.                      | Бой за звание абсолютного чемпиона мира.                      |
| Рефери           | Гарри Гиббс                                                   | Гарри Гиббс                                                   |
| Время            | 1:40 минут                                                    | 1:40 минут                                                    |
|                  | Али                                                           | Лондон                                                        |
| Вес              | 95,0 кг                                                       | 91,4 кг                                                       |
| Результаты боёв  | 24-0                                                          | 35-13                                                         |

#### 10 сентября. Карл Мильденбергер
|                  | | |
| Соперник         | Карл Мильденбергер | Карл Мильденбергер |
| Место проведения | «Вальдштадион», Франкфурт | «Вальдштадион», Франкфурт |
| Результат        | Победа Мухаммеда Али техническим нокаутом в 12-м раунде 15-раундового боя. | Победа Мухаммеда Али техническим нокаутом в 12-м раунде 15-раундового боя. |
| Статус           | Бой за звание абсолютного чемпиона мира. | Бой за звание абсолютного чемпиона мира. |
| Рефери           | Тедди Уолтэм | Тедди Уолтэм |
| Время            | 1:30 минут | 1:30 минут |
|                  | Али | Мильденбергер |
| Вес              | 92,6 кг | 88,5 кг |
| Результаты боёв  | 25-0 | 49-2-3 |
| Примечания       | Милденбергер был в нокдауне в 5-м, 8-м и 10-м раундах. В 6-м раунде у немецкого боксёра открылось рассечение в районе левого глаза, в 8-м раунде гематома полностью закрыла левый глаз. Рефери остановил бой на 12-м раунде. | Милденбергер был в нокдауне в 5-м, 8-м и 10-м раундах. В 6-м раунде у немецкого боксёра открылось рассечение в районе левого глаза, в 8-м раунде гематома полностью закрыла левый глаз. Рефери остановил бой на 12-м раунде. |

#### 14 ноября. Кливленд Уильямс
|                  |                                                                           |                                                                           |
| Соперник         | Кливленд Уильямс                                                          | Кливленд Уильямс                                                          |
| Место проведения | «Астродом», Хьюстон, Техас                                                | «Астродом», Хьюстон, Техас                                                |
| Результат        | Победа Мухаммеда Али техническим нокаутом в 3-м раунде 15-раундового боя. | Победа Мухаммеда Али техническим нокаутом в 3-м раунде 15-раундового боя. |
| Статус           | Бой за звание абсолютного чемпиона мира.                                  | Бой за звание абсолютного чемпиона мира.                                  |
| Рефери           | Гарри Кесслер                                                             | Гарри Кесслер                                                             |
| Время            | 1:08 минут                                                                | 1:08 минут                                                                |
| Трансляция       | 125 городов США и 46 стран по всему миру.                                 | 125 городов США и 46 стран по всему миру.                                 |
|                  | Али                                                                       | Уильямс                                                                   |
| Вес              | 96,5 кг                                                                   | 95,5 кг                                                                   |
| Результаты боёв  | 26-0                                                                      | 65-5-1                                                                    |
| Примечания       | Уильямс трижды побывал в нокдауне в 3-м раунде.                           | Уильямс трижды побывал в нокдауне в 3-м раунде.                           |

### 1967 год

#### 6 февраля. Эрни Террелл
|                          |                                                                      |                                                                      |
| Соперник                 | Эрни Террелл                                                         | Эрни Террелл                                                         |
| Место проведения         | «Астродом», Хьюстон, Техас                                           | «Астродом», Хьюстон, Техас                                           |
| Результат                | Победа Мухаммеда Али единогласным решением судей в 15-раундовом бою. | Победа Мухаммеда Али единогласным решением судей в 15-раундовом бою. |
| Статус                   | Бой за звание чемпиона мира по версии WBA World.                     | Бой за звание чемпиона мира по версии WBA World.                     |
| Рефери                   | Гарри Кесслер                                                        | Гарри Кесслер                                                        |
| Счёт судей               | Гарри Кесслер: 148-137; Джимми Уэбб: 148-133; Эрни Тейлор: 148-137   | Гарри Кесслер: 148-137; Джимми Уэбб: 148-133; Эрни Тейлор: 148-137   |
| Счёт неофициальных судей | Associated Press: 148-137                                            | Associated Press: 148-137                                            |
|                          | Али                                                                  | Террелл                                                              |
| Вес                      | 96,3 кг                                                              | 96,4 кг                                                              |
| Результаты боёв          | 27-0                                                                 | 39-4                                                                 |

#### 22 марта. Зора Фолли
|                  |                                                                                                 |                                                                                                 |
| Соперник         | Зора Фолли                                                                                      | Зора Фолли                                                                                      |
| Место проведения | «Медисон-сквер-гарден», Нью-Йорк, Нью-Йорк                                                      | «Медисон-сквер-гарден», Нью-Йорк, Нью-Йорк                                                      |
| Результат        | Победа Мухаммеда Али нокаутом в 7-м раунде 15-раундового боя.                                   | Победа Мухаммеда Али нокаутом в 7-м раунде 15-раундового боя.                                   |
| Статус           | Бой за звание чемпиона мира по версии WBA World.                                                | Бой за звание чемпиона мира по версии WBA World.                                                |
| Рефери           | Джонни Лобьянко                                                                                 | Джонни Лобьянко                                                                                 |
| Счёт судей       | Джонни Лобьянко: ; Фрэнк Форбс: ; Тони Кастеллано:                                              | Джонни Лобьянко: ; Фрэнк Форбс: ; Тони Кастеллано:                                              |
| Время            | 1:48 минут                                                                                      | 1:48 минут                                                                                      |
|                  | Али                                                                                             | Фолли                                                                                           |
| Вес              | 95,9 кг                                                                                         | 91,9 кг                                                                                         |
| Результаты боёв  | 28-0                                                                                            | 74-7-4                                                                                          |
| Примечания       | Фолли побывал в нокдауне в 4-м раунде. Последний бой Али перед отлучением от бокса на 3,5 года. | Фолли побывал в нокдауне в 4-м раунде. Последний бой Али перед отлучением от бокса на 3,5 года. |

### 1970 год

#### 26 октября. Джерри Куорри
|                  |                                                                                       |                                                                                       |
| Соперник         | Джерри Куорри                                                                         | Джерри Куорри                                                                         |
| Место проведения | «Сити Аудиториум», Атланта, Джорджия                                                  | «Сити Аудиториум», Атланта, Джорджия                                                  |
| Результат        | Победа Мухаммеда Али техническим нокаутом в 3-м раунде 15-раундового боя.             | Победа Мухаммеда Али техническим нокаутом в 3-м раунде 15-раундового боя.             |
| Рефери           | Тони Перес                                                                            | Тони Перес                                                                            |
| Счёт судей       | Тони Перес: ; Лью Эскин: ; Билл Грэхем:                                               | Тони Перес: ; Лью Эскин: ; Билл Грэхем:                                               |
|                  | Али                                                                                   | Куорри                                                                                |
| Вес              | 96,8 кг                                                                               | 89,6 кг                                                                               |
| Результаты боёв  | 29-0                                                                                  | 37-4-4                                                                                |
| Примечания       | Первый бой Али после перерыва. Бой был остановлен из-за сильного рассечения у Куорри. | Первый бой Али после перерыва. Бой был остановлен из-за сильного рассечения у Куорри. |

#### 7 декабря. Оскар Бонавена
|                  | | |
| Соперник         | Оскар Бонавена                                                                                                 | Оскар Бонавена                                                                                                 |
| Место проведения | «Медисон-сквер-гарден», Нью-Йорк, Нью-Йорк                                                                     | «Медисон-сквер-гарден», Нью-Йорк, Нью-Йорк                                                                     |
| Результат        | Победа Мухаммеда Али техническим нокаутом в 15-м раунде 15-раундового боя.                                     | Победа Мухаммеда Али техническим нокаутом в 15-м раунде 15-раундового боя.                                     |
| Статус           | Бой за вакантный титул чемпиона по версии NABF.                                                                | Бой за вакантный титул чемпиона по версии NABF.                                                                |
| Рефери           | Марк Конн | Марк Конн |
| Счёт судей       | Марк Конн: 12-2; Джо Эппай: 10-3-1; Джек Блум: 8-5-1 — в пользу Али.                                           | Марк Конн: 12-2; Джо Эппай: 10-3-1; Джек Блум: 8-5-1 — в пользу Али.                                           |
|                  | Али | Бонавена |
| Вес              | 96,2 кг | 92,5 кг |
| Результаты боёв  | 30-0 | 46-6-1 |
| Примечания       | Бонавена трижды побывал в нокдауне в 15-м раунде, что по правилам проведения поединка привело к его поражению. | Бонавена трижды побывал в нокдауне в 15-м раунде, что по правилам проведения поединка привело к его поражению. |

### 1971 год

#### 8 марта. Джо Фрейзер
|                          |                                                                         |                                                                         |
| Соперник                 | Джо Фрейзер                                                             | Джо Фрейзер                                                             |
| Место проведения         | «Медисон-сквер-гарден», Нью-Йорк, Нью-Йорк                              | «Медисон-сквер-гарден», Нью-Йорк, Нью-Йорк                              |
| Результат                | Поражение Мухаммеда Али единогласным решением судей в 15-раундовом бою. | Поражение Мухаммеда Али единогласным решением судей в 15-раундовом бою. |
| Статус                   | Бой за звание чемпиона мира во версиям WBC и WBA World.                 | Бой за звание чемпиона мира во версиям WBC и WBA World.                 |
| Рефери                   | Артур Мерканте                                                          | Артур Мерканте                                                          |
| Счёт судей               | Артур Мерканте: 6-8; Арти Айдала: 6-9; Билл Рэчт: 4-11                  | Артур Мерканте: 6-8; Арти Айдала: 6-9; Билл Рэчт: 4-11                  |
| Счёт неофициальных судей | Associated Press: 9-5-2 — в пользу Фрейзера                             | Associated Press: 9-5-2 — в пользу Фрейзера                             |
|                          | Али                                                                     | Фрейзер                                                                 |
| Вес                      | 97,5 кг                                                                 | 93,2 кг                                                                 |
| Результаты боёв          | 31-0                                                                    | 26-0                                                                    |
| Гонорар                  | 2,5 млн долларов                                                        | 2,5 млн долларов                                                        |
| Примечания               | Али побывал в нокдауне в 15-м раунде.                                   | Али побывал в нокдауне в 15-м раунде.                                   |

#### 26 июля. Джимми Эллис
|                  |                                                                                |                                                                                |
| Соперник         | Джимми Эллис                                                                   | Джимми Эллис                                                                   |
| Место проведения | «Астродом», Хьюстон, Техас                                                     | «Астродом», Хьюстон, Техас                                                     |
| Результат        | Победа Мухаммеда Али техническим нокаутом в 12-м раунде 12-раундового боя.     | Победа Мухаммеда Али техническим нокаутом в 12-м раунде 12-раундового боя.     |
| Статус           | Бой за вакантный титул чемпиона по версии NABF.                                | Бой за вакантный титул чемпиона по версии NABF.                                |
| Рефери           | Джей Эдсон                                                                     | Джей Эдсон                                                                     |
| Счёт судей       | Джей Эдсон: 110-93; Эрл Кил: 108-102; Эрни Тейлор: 107-104 — все в пользу Али. | Джей Эдсон: 110-93; Эрл Кил: 108-102; Эрни Тейлор: 107-104 — все в пользу Али. |
| Время            | 2:10 минут                                                                     | 2:10 минут                                                                     |
|                  | Али                                                                            | Эллис                                                                          |
| Вес              | 100,0 кг                                                                       | 85,7 кг                                                                        |
| Результаты боёв  | 31-1                                                                           | 30-6                                                                           |

#### 17 октября. Бастер Матиз
|                  |                                                                |                                                                |
| Соперник         | Бастер Матиз                                                   | Бастер Матиз                                                   |
| Место проведения | «Астродом», Хьюстон, Техас                                     | «Астродом», Хьюстон, Техас                                     |
| Результат        | Победа Мухаммеда Али единогласным решением в 12-раундовом бою. | Победа Мухаммеда Али единогласным решением в 12-раундовом бою. |
| Статус           | Бой за титул чемпиона по версии NABF.                          | Бой за титул чемпиона по версии NABF.                          |
| Рефери           | Крис Джордан                                                   | Крис Джордан                                                   |
| Счёт судей       | Крис Джордан: 118-105; Эрни Тейлор: 118-104; Эрл Кил: 119-108  | Крис Джордан: 118-105; Эрни Тейлор: 118-104; Эрл Кил: 119-108  |
|                  | Али                                                            | Матиз                                                          |
| Вес              | 103,0 кг                                                       | 116,1 кг                                                       |
| Результаты боёв  | 32-1                                                           | 29-2                                                           |
| Примечания       | Матиз дважды побывал в нокдауне в 11-м и дважды в 12-м раунде. | Матиз дважды побывал в нокдауне в 11-м и дважды в 12-м раунде. |

#### 26 декабря. Юрген Блин
|                  |                                                               |                                                               |
| Соперник         | Юрген Блин                                                    | Юрген Блин                                                    |
| Место проведения | «Халленштадион», Цюрих                                        | «Халленштадион», Цюрих                                        |
| Результат        | Победа Мухаммеда Али нокаутом в 7-м раунде 12-раундового боя. | Победа Мухаммеда Али нокаутом в 7-м раунде 12-раундового боя. |
| Рефери           | Зеп Суттер                                                    | Зеп Суттер                                                    |
|                  | Али                                                           | Блин                                                          |
| Вес              | 99,8 кг                                                       | 89,8 кг                                                       |
| Результаты боёв  | 33-1                                                          | 27-9-6                                                        |
| Примечания       | В 7-м раунде у Блина были рассечения в районе обоих глаз.     | В 7-м раунде у Блина были рассечения в районе обоих глаз.     |

### 1972 год

#### 1 апреля. Мак Фостер
|                  |                                                                      |                                                                      |
| Соперник         | Мак Фостер                                                           | Мак Фостер                                                           |
| Место проведения | «Ниппон Будокан», Токио                                              | «Ниппон Будокан», Токио                                              |
| Результат        | Победа Мухаммеда Али единогласным решением судей в 15-раундовом бою. | Победа Мухаммеда Али единогласным решением судей в 15-раундовом бою. |
| Рефери           | Джей И Краудер                                                       | Джей И Краудер                                                       |
| Счёт судей       | Джей И Краудер: 73-65; Такео Уго: 75-67; Хероюки Тезаки: 74-66       | Джей И Краудер: 73-65; Такео Уго: 75-67; Хероюки Тезаки: 74-66       |
|                  | Али                                                                  | Фостер                                                               |
| Вес              | 102,5 кг                                                             | 95,8 кг                                                              |
| Результаты боёв  | 34-1                                                                 | 28-1                                                                 |

#### 1 мая. Джордж Чувало
|                  |                                                                      |                                                                      |
| Соперник         | Джордж Чувало                                                        | Джордж Чувало                                                        |
| Место проведения | «Пасифик Колизиум», Ванкувер                                         | «Пасифик Колизиум», Ванкувер                                         |
| Результат        | Победа Мухаммеда Али единогласным решением судей в 12-раундовом бою. | Победа Мухаммеда Али единогласным решением судей в 12-раундовом бою. |
| Статус           | Бой за звание чемпиона по версии NABF.                               | Бой за звание чемпиона по версии NABF.                               |
| Рефери           | Дейв Браун                                                           | Дейв Браун                                                           |
| Счёт судей       | Дейв Браун: 59-51; Томми Паонесса: 60-46; Томми Кийис: 58-51         | Дейв Браун: 59-51; Томми Паонесса: 60-46; Томми Кийис: 58-51         |
|                  | Али                                                                  | Чувало                                                               |
| Вес              | 98,7 кг                                                              | 100,2 кг                                                             |
| Результаты боёв  | 35-1                                                                 | 66-17-2                                                              |

#### 27 июня. Джерри Куорри
|                  |                                                                           |                                                                           |
| Соперник         | Джерри Куорри                                                             | Джерри Куорри                                                             |
| Место проведения | «Конвеншн-центр», Лас-Вегас, Невада                                       | «Конвеншн-центр», Лас-Вегас, Невада                                       |
| Результат        | Победа Мухаммеда Али техническим нокаутом в 7-м раунде 12-раундового боя. | Победа Мухаммеда Али техническим нокаутом в 7-м раунде 12-раундового боя. |
| Статус           | Бой за звание чемпиона по версии NABF.                                    | Бой за звание чемпиона по версии NABF.                                    |
| Рефери           | Майк Каплан                                                               | Майк Каплан                                                               |
| Счёт судей       | Арт Лури: 30-25; Ральф Моса: 30-25; Билл Кипп: 30-24                      | Арт Лури: 30-25; Ральф Моса: 30-25; Билл Кипп: 30-24                      |
| Время            | 0:19 минут                                                                | 0:19 минут                                                                |
|                  | Али                                                                       | Куорри                                                                    |
| Вес              | 98,2 кг                                                                   | 89,8 кг                                                                   |
| Результаты боёв  | 36-1                                                                      | 43-5-4                                                                    |
| Гонорар          | 500 тыс. долларов                                                         | 200 тыс. долларов                                                         |

#### 19 июля. Элвин Льюис
|                  |                                                                            |                                                                            |
| Соперник         | Элвин Льюис                                                                | Элвин Льюис                                                                |
| Место проведения | «Кроук Парк», Дублин                                                       | «Кроук Парк», Дублин                                                       |
| Результат        | Победа Мухаммеда Али техническим нокаутом в 11-м раунде 12-раундового боя. | Победа Мухаммеда Али техническим нокаутом в 11-м раунде 12-раундового боя. |
| Рефери           | Лью Эскин                                                                  | Лью Эскин                                                                  |
| Время            | 1:15 минут                                                                 | 1:15 минут                                                                 |
|                  | Али                                                                        | Льюис                                                                      |
| Вес              | 98,7 кг                                                                    | 101,4 кг                                                                   |
| Результаты боёв  | 37-1                                                                       | 27-3                                                                       |
| Примечания       | Льюис побывал в нокдауне в 5-м раунде.                                     | Льюис побывал в нокдауне в 5-м раунде.                                     |

#### 20 сентября. Флойд Паттерсон
|                  | | |
| Соперник         | Флойд Паттерсон | Флойд Паттерсон |
| Место проведения | «Медисон-сквер-гарден», Нью-Йорк, Нью-Йорк | «Медисон-сквер-гарден», Нью-Йорк, Нью-Йорк |
| Результат        | Победа Мухаммеда Али отказом соперника продолжать поединок в 7-м раунде 15-раундового боя.                                                     | Победа Мухаммеда Али отказом соперника продолжать поединок в 7-м раунде 15-раундового боя.                                                     |
| Статус           | Бой за звание чемпиона по версии NABF. | Бой за звание чемпиона по версии NABF. |
| Рефери           | Артур Мерканте | Артур Мерканте |
| Счёт судей       | Артур Мерканте: 1-6; Джек Гордон: 2-4; Тони Кастеллано: 3-3                                                                                    | Артур Мерканте: 1-6; Джек Гордон: 2-4; Тони Кастеллано: 3-3                                                                                    |
|                  | Али | Паттерсон |
| Вес              | 98,9 кг | 85,5 кг |
| Результаты боёв  | 38-1 | 55-7-1 |
| Примечания       | В 6-м раунде у Паттерсона открылось рассечение в районе глаза, к концу 7-го раунда глаз полностью закрыла гематома, после чего бой остановили. | В 6-м раунде у Паттерсона открылось рассечение в районе глаза, к концу 7-го раунда глаз полностью закрыла гематома, после чего бой остановили. |

#### 14 февраля. Боб Фостер
|                  |                                                                |                                                                |
| Соперник         | Боб Фостер                                                     | Боб Фостер                                                     |
| Место проведения | «Сахара Тахо Хотел», Невада                                    | «Сахара Тахо Хотел», Невада                                    |
| Результат        | Победа Мухаммеда Али нокаутом в 8-м раунде 12-раундового боя.  | Победа Мухаммеда Али нокаутом в 8-м раунде 12-раундового боя.  |
| Статус           | Бой за звание чемпиона по версии NABF.                         | Бой за звание чемпиона по версии NABF.                         |
| Рефери           | Миллс Лейн                                                     | Миллс Лейн                                                     |
| Счёт судей       | Уолли Раск: ; Энтони Смерчина: ; Билл Стреммел:                | Уолли Раск: ; Энтони Смерчина: ; Билл Стреммел:                |
|                  | Али                                                            | Фостер                                                         |
| Вес              | 100,4 кг                                                       | 81,6 кг                                                        |
| Результаты боёв  | 39-1                                                           | 49-5                                                           |
| Примечания       | Фостер четыре раза был в нокдауне в 5-м раунде и дважды в 7-м. | Фостер четыре раза был в нокдауне в 5-м раунде и дважды в 7-м. |

### 1973 год

#### 14 февраля. Джо Багнер
|                  |                                                                      |                                                                      |
| Соперник         | Джо Багнер                                                           | Джо Багнер                                                           |
| Место проведения | «Конвеншн-центр», Лас-Вегас, Невада                                  | «Конвеншн-центр», Лас-Вегас, Невада                                  |
| Результат        | Победа Мухаммеда Али единогласным решением судей в 12-раундовом бою. | Победа Мухаммеда Али единогласным решением судей в 12-раундовом бою. |
| Рефери           | Бадди Базилико                                                       | Бадди Базилико                                                       |
| Счёт судей       | Ролланд Дейкин: 57-54; Лу Табат: 56-53; Ральф Моса: 57-52            | Ролланд Дейкин: 57-54; Лу Табат: 56-53; Ральф Моса: 57-52            |
|                  | Али                                                                  | Багнер                                                               |
| Вес              | 98,5 кг                                                              | 99,3 кг                                                              |
| Результаты боёв  | 40-1                                                                 | 43-4-1                                                               |
| Примечания       | В 1-м раунде у Багнера открылось рассечение в районе левого глаза.   | В 1-м раунде у Багнера открылось рассечение в районе левого глаза.   |

#### 31 марта. Кен Нортон
|                          |                                                                       |                                                                       |
| Соперник                 | Кен Нортон                                                            | Кен Нортон                                                            |
| Место проведения         | «Спортс-арена», Сан-Диего, Калифорния                                 | «Спортс-арена», Сан-Диего, Калифорния                                 |
| Результат                | Поражение Мухаммеда Али раздельным решением судей в 12-раундовом бою. | Поражение Мухаммеда Али раздельным решением судей в 12-раундовом бою. |
| Статус                   | Бой за звание чемпиона по версии NABF.                                | Бой за звание чемпиона по версии NABF.                                |
| Рефери                   | Фрэнк Растич                                                          | Фрэнк Растич                                                          |
| Счёт судей               | Фрэнк Растич: 4-7; Хэл Рикардс: 4-5; Фред Хейз: 6-5                   | Фрэнк Растич: 4-7; Хэл Рикардс: 4-5; Фред Хейз: 6-5                   |
| Счёт неофициальных судей | Associated Press: 6-4 — в пользу Нортона.                             | Associated Press: 6-4 — в пользу Нортона.                             |
|                          | Али                                                                   | Нортон                                                                |
| Вес                      | 100,2 кг                                                              | 95,3 кг                                                               |
| Результаты боёв          | 41-1                                                                  | 29-1                                                                  |
| Гонорар                  | 210 тыс. долларов                                                     | 50 тыс. долларов                                                      |
| Примечания               | Али травмировал челюсть в начале боя.                                 | Али травмировал челюсть в начале боя.                                 |

#### 10 сентября. Кен Нортон
|                          |                                                                    |                                                                    |
| Соперник                 | Кен Нортон                                                         | Кен Нортон                                                         |
| Место проведения         | «Форум», Инглвуд, Калифорния                                       | «Форум», Инглвуд, Калифорния                                       |
| Результат                | Победа Мухаммеда Али раздельным решением судей в 12-раундовом бою. | Победа Мухаммеда Али раздельным решением судей в 12-раундовом бою. |
| Статус                   | Бой за звание чемпиона по версии NABF.                             | Бой за звание чемпиона по версии NABF.                             |
| Рефери                   | Дик Янг                                                            | Дик Янг                                                            |
| Счёт судей               | Дик Янг: 7-5; Джон Томас: 6-5; Джордж Латка: 5-6                   | Дик Янг: 7-5; Джон Томас: 6-5; Джордж Латка: 5-6                   |
| Счёт неофициальных судей | Associated Press: 6-5 — в пользу Нортона.                          | Associated Press: 6-5 — в пользу Нортона.                          |
|                          | Али                                                                | Нортон                                                             |
| Вес                      | 96,2 кг                                                            | 93,0 кг                                                            |
| Результаты боёв          | 41-2                                                               | 30-1                                                               |
| Гонорар                  | 275 тыс. долларов                                                  | 200 тыс. долларов                                                  |

#### 20 октября. Руди Лабберс
|                  |                                                                      |                                                                      |
| Соперник         | Руди Лабберс                                                         | Руди Лабберс                                                         |
| Место проведения | Стадион «Банг Камо», Джакарта                                        | Стадион «Банг Камо», Джакарта                                        |
| Результат        | Победа Мухаммеда Али единогласным решением судей в 12-раундовом бою. | Победа Мухаммеда Али единогласным решением судей в 12-раундовом бою. |
| Рефери           | Энрике Хименес                                                       | Энрике Хименес                                                       |
| Счёт судей       | Лим Ки Чан: 60-45; Леон Йоханс: 59-52; Крис Шнайдер: 60-40           | Лим Ки Чан: 60-45; Леон Йоханс: 59-52; Крис Шнайдер: 60-40           |
|                  | Али                                                                  | Лабберс                                                              |
| Вес              | 98,7 кг                                                              | 88,9 кг                                                              |
| Результаты боёв  | 42-2                                                                 | 21-1                                                                 |

### 1974 год

#### 28 января. Джо Фрейзер
|                  |                                                                      |                                                                      |
| Соперник         | Джо Фрейзер                                                          | Джо Фрейзер                                                          |
| Место проведения | «Медисон-сквер-гарден», Нью-Йорк, Нью-Йорк                           | «Медисон-сквер-гарден», Нью-Йорк, Нью-Йорк                           |
| Результат        | Победа Мухаммеда Али единогласным решением судей в 12-раундовом бою. | Победа Мухаммеда Али единогласным решением судей в 12-раундовом бою. |
| Статус           | Бой за звание чемпиона по версии NABF.                               | Бой за звание чемпиона по версии NABF.                               |
| Рефери           | Тони Перес                                                           | Тони Перес                                                           |
| Счёт судей       | Тони Перес: 6-5; Леон Йоханс: 7-4; Крис Шнайдер: 8-4                 | Тони Перес: 6-5; Леон Йоханс: 7-4; Крис Шнайдер: 8-4                 |
|                  | Али                                                                  | Фрейзер                                                              |
| Вес              | 96,2 кг                                                              | 94,8 кг                                                              |
| Результаты боёв  | 43-2                                                                 | 30-1                                                                 |

#### 30 октября. Джордж Форман
|                  | | |
| Соперник         | Джордж Форман                                                                                      | Джордж Форман                                                                                      |
| Место проведения | Стадион имени 20 мая, Киншаса                                                                      | Стадион имени 20 мая, Киншаса                                                                      |
| Результат        | Победа Мухаммеда Али нокаутом в 8-м раунде 15-раундового боя.                                      | Победа Мухаммеда Али нокаутом в 8-м раунде 15-раундового боя.                                      |
| Статус           | Бой за звание чемпиона мира по версиям WBC и WBA World.                                            | Бой за звание чемпиона мира по версиям WBC и WBA World.                                            |
| Рефери           | Зак Клейтон                                                                                        | Зак Клейтон                                                                                        |
| Счёт судей       | Зак Клейтон: 68-66; Нурридин Адалла: 70-67; Джеймс Тейлор: 69-66                                   | Зак Клейтон: 68-66; Нурридин Адалла: 70-67; Джеймс Тейлор: 69-66                                   |
| Промоутер        | Дон Кинг                                                                                           | Дон Кинг                                                                                           |
|                  | Али                                                                                                | Форман                                                                                             |
| Вес              | 98,2 кг                                                                                            | 99,8 кг                                                                                            |
| Результаты боёв  | 44-2                                                                                               | 40-0                                                                                               |
| Гонорар          | 5 млн долларов                                                                                     | 5 млн долларов                                                                                     |
| Примечания       | Поединок, получивший название «Грохот в джунглях», был признан боем года по версии журнала «Ринг». | Поединок, получивший название «Грохот в джунглях», был признан боем года по версии журнала «Ринг». |

### 1975 год

#### 24 марта. Чак Вепнер
|                  |                                                                            |                                                                            |
| Соперник         | Чак Вепнер                                                                 | Чак Вепнер                                                                 |
| Место проведения | «Ричфилд Колизиум», Ричфилд, Огайо                                         | «Ричфилд Колизиум», Ричфилд, Огайо                                         |
| Результат        | Победа Мухаммеда Али техническим нокаутом в 15-м раунде 15-раундового боя. | Победа Мухаммеда Али техническим нокаутом в 15-м раунде 15-раундового боя. |
| Статус           | Бой за звание чемпиона мира по версиям WBC и WBA World.                    | Бой за звание чемпиона мира по версиям WBC и WBA World.                    |
| Рефери           | Тони Перес                                                                 | Тони Перес                                                                 |
| Счёт судей       | Зак Клейтон: ; Джеки Кьоу: 136-129; Сэм Таормина: 138-129                  | Зак Клейтон: ; Джеки Кьоу: 136-129; Сэм Таормина: 138-129                  |
|                  | Али                                                                        | Вепнер                                                                     |
| Вес              | 101,4 кг                                                                   | 102,1 кг                                                                   |
| Результаты боёв  | 45-2                                                                       | 30-9-2                                                                     |
| Примечания       | Али побывал в нокдауне в 9-м раунде.                                       | Али побывал в нокдауне в 9-м раунде.                                       |

#### 16 мая. Рон Лайл
|                  |                                                                              |                                                                              |
| Соперник         | Рон Лайл                                                                     | Рон Лайл                                                                     |
| Место проведения | «Конвеншн-центр», Лас-Вегас, Невада                                          | «Конвеншн-центр», Лас-Вегас, Невада                                          |
| Результат        | Победа Мухаммеда Али техническим нокаутом в 11-м раунде 15-раундового боя.   | Победа Мухаммеда Али техническим нокаутом в 11-м раунде 15-раундового боя.   |
| Статус           | Бой за звание чемпиона мира по версиям WBC и WBA World.                      | Бой за звание чемпиона мира по версиям WBC и WBA World.                      |
| Рефери           | Ферд Эрнандес                                                                | Ферд Эрнандес                                                                |
| Счёт судей       | Билл Кипп: 43-49; Арт Лурье: 45-46 — в пользу Лайла; Джон Мангричиана: 46-46 | Билл Кипп: 43-49; Арт Лурье: 45-46 — в пользу Лайла; Джон Мангричиана: 46-46 |
|                  | Али                                                                          | Лайл                                                                         |
| Вес              | 101,8 кг                                                                     | 99,3 кг                                                                      |
| Результаты боёв  | 46-2                                                                         | 30-2-1                                                                       |

#### 30 июня. Джо Багнер
|                  |                                                                |                                                                |
| Соперник         | Джо Багнер                                                     | Джо Багнер                                                     |
| Место проведения | «Мердека Стадиум», Куала-Лумпур                                | «Мердека Стадиум», Куала-Лумпур                                |
| Результат        | Победа Мухаммеда Али единогласным решением в 15-раундовом бою. | Победа Мухаммеда Али единогласным решением в 15-раундовом бою. |
| Статус           | Бой за звание чемпиона мира по версиям WBC и WBA World.        | Бой за звание чемпиона мира по версиям WBC и WBA World.        |
| Рефери           | Такео Уго                                                      | Такео Уго                                                      |
| Счёт судей       | Такео Уго: 73-67; Кен Брэйди: 72-65; Сати Пром Яра: 73-65      | Такео Уго: 73-67; Кен Брэйди: 72-65; Сати Пром Яра: 73-65      |
| Трансляция       | 60 стран мира.                                                 | 60 стран мира.                                                 |
|                  | Али                                                            | Багнер                                                         |
| Вес              | 101,8 кг                                                       | 104,3 кг                                                       |
| Результаты боёв  | 47-2                                                           | 51-6-1                                                         |
| Гонорар          | 2 млн долларов                                                 | 500 тыс. долларов                                              |

#### 1 октября. Джо Фрейзер
|                          | | |
| Соперник                 | Джо Фрейзер | Джо Фрейзер |
| Место проведения         | «Аранета Колизеум», Кесон-Сити | «Аранета Колизеум», Кесон-Сити |
| Результат                | Победа Мухаммеда Али отказом противника продолжать поединок после 14-го раунда 15-раундового боя. Джо Фрейзер хотел продолжать бой, однако его тренер Эдди Фатч решил остановить поединок. | Победа Мухаммеда Али отказом противника продолжать поединок после 14-го раунда 15-раундового боя. Джо Фрейзер хотел продолжать бой, однако его тренер Эдди Фатч решил остановить поединок. |
| Статус                   | Бой за звание чемпиона мира по версиям WBC и WBA World. | Бой за звание чемпиона мира по версиям WBC и WBA World. |
| Рефери                   | Карлос Падиллья | Карлос Падиллья |
| Счёт судей               | Карлос Падиллья: 66-60; Ларри Надаваг: 66-62; Альфредо Куаизон: 67-62 — в пользу Али. | Карлос Падиллья: 66-60; Ларри Надаваг: 66-62; Альфредо Куаизон: 67-62 — в пользу Али. |
| Счёт неофициальных судей | Associated Press: 66-66 | Associated Press: 66-66 |
| Время                    | 3:00 минут | 3:00 минут |
|                          | Али | Фрейзер |
| Вес                      | 101,8 кг | 97,7 кг |
| Результаты боёв          | 48-2 | 32-2 |
| Гонорар                  | 9 млн долларов | около 5 млн долларов |
| Примечания               | Бой года по версии журнала «Ринг». В 1996 году журнал «Ринг» признал этот бой лучшим за всю историю бокса.                                                                                 | Бой года по версии журнала «Ринг». В 1996 году журнал «Ринг» признал этот бой лучшим за всю историю бокса.                                                                                 |

### 1976 год

#### 20 февраля. Жан-Пьер Купман
|                  |                                                               |                                                               |
| Соперник         | Жан-Пьер Купман                                               | Жан-Пьер Купман                                               |
| Место проведения | «Роберто Клементе Колизеум», Кесон-Сити                       | «Роберто Клементе Колизеум», Кесон-Сити                       |
| Результат        | Победа Мухаммеда Али нокаутом в 5-м раунде 15-раундового боя. | Победа Мухаммеда Али нокаутом в 5-м раунде 15-раундового боя. |
| Статус           | Бой за звание чемпиона мира по версиям WBC и WBA World.       | Бой за звание чемпиона мира по версиям WBC и WBA World.       |
| Рефери           | Исмаэль Фалу                                                  | Исмаэль Фалу                                                  |
| Время            | 2:46 минут                                                    | 2:46 минут                                                    |
|                  | Али                                                           | Купман                                                        |
| Вес              | 102,5 кг                                                      | 93,4 кг                                                       |
| Результаты боёв  | 49-2                                                          | 24-3                                                          |

#### 30 апреля. Джимми Янг
|                          |                                                                      |                                                                      |
| Соперник                 | Джимми Янг                                                           | Джимми Янг                                                           |
| Место проведения         | «Кэпитал-центр», Мерилэнд                                            | «Кэпитал-центр», Мерилэнд                                            |
| Результат                | Победа Мухаммеда Али единогласным решением судей в 15-раундовом бою. | Победа Мухаммеда Али единогласным решением судей в 15-раундовом бою. |
| Статус                   | Бой за звание чемпиона мира по версиям WBC и WBA World.              | Бой за звание чемпиона мира по версиям WBC и WBA World.              |
| Рефери                   | Том Келли                                                            | Том Келли                                                            |
| Счёт судей               | Том Келли: 72-65; Ларри Баррет: 70-68; Терри Мур: 71-64              | Том Келли: 72-65; Ларри Баррет: 70-68; Терри Мур: 71-64              |
| Счёт неофициальных судей | Associated Press: 66-69 — в пользу Янга.                             | Associated Press: 66-69 — в пользу Янга.                             |
|                          | Али                                                                  | Янг                                                                  |
| Вес                      | 104,3 кг                                                             | 94,8 кг                                                              |
| Результаты боёв          | 50-2                                                                 | 17-4-2                                                               |
| Примечания               | Янг побывал в нокдауне в 12-м раунде.                                | Янг побывал в нокдауне в 12-м раунде.                                |

#### 24 мая. Ричард Данн
|                  |                                                                           |                                                                           |
| Соперник         | Ричард Данн                                                               | Ричард Данн                                                               |
| Место проведения | «Олимпияхалле», Мюнхен                                                    | «Олимпияхалле», Мюнхен                                                    |
| Результат        | Победа Мухаммеда Али техническим нокаутом в 5-м раунде 15-раундового боя. | Победа Мухаммеда Али техническим нокаутом в 5-м раунде 15-раундового боя. |
| Статус           | Бой за звание чемпиона мира по версиям WBC и WBA World.                   | Бой за звание чемпиона мира по версиям WBC и WBA World.                   |
| Рефери           | Герберт Томсер                                                            | Герберт Томсер                                                            |
|                  | Али                                                                       | Данн                                                                      |
| Вес              | 99,8 кг                                                                   | 93,7 кг                                                                   |
| Результаты боёв  | 51-2                                                                      | 33-9                                                                      |
| Примечания       | Данн трижды побывал в нокдауне в 4-м и дважды в 5-м раунде.               | Данн трижды побывал в нокдауне в 4-м и дважды в 5-м раунде.               |

#### 28 сентября. Кен Нортон
|                          |                                                                      |                                                                      |
| Соперник                 | Кен Нортон                                                           | Кен Нортон                                                           |
| Место проведения         | Стадион «Янки», Нью-Йорк, Нью-Йорк                                   | Стадион «Янки», Нью-Йорк, Нью-Йорк                                   |
| Результат                | Победа Мухаммеда Али единогласным решением судей в 15-раундовом бою. | Победа Мухаммеда Али единогласным решением судей в 15-раундовом бою. |
| Статус                   | Бой за звание чемпиона мира по версиям WBC и WBA World.              | Бой за звание чемпиона мира по версиям WBC и WBA World.              |
| Рефери                   | Артур Мерканте                                                       | Артур Мерканте                                                       |
| Счёт судей               | Артур Мерканте: 8-6; Гарольд Ледерман: 8-7; Барни Смит: 8-7          | Артур Мерканте: 8-6; Гарольд Ледерман: 8-7; Барни Смит: 8-7          |
| Счёт неофициальных судей | Associated Press: 9-6 — в пользу Али.                                | Associated Press: 9-6 — в пользу Али.                                |
|                          | Али                                                                  | Нортон                                                               |
| Вес                      | 100,2 кг                                                             | 98,7 кг                                                              |
| Результаты боёв          | 52-2                                                                 | 37-3                                                                 |

### 1977 год

#### 16 мая. Альфредо Эванхелиста
|                          |                                                                 |                                                                 |
| Соперник                 | Альфредо Эванхелиста                                            | Альфредо Эванхелиста                                            |
| Место проведения         | «Кэпитол-центр», Мэриленд                                       | «Кэпитол-центр», Мэриленд                                       |
| Результат                | Победа Мухаммеда Али единогласным решением в 15-раундовом бою.  | Победа Мухаммеда Али единогласным решением в 15-раундовом бою.  |
| Статус                   | Бой за звание чемпиона мира по версиям WBC и WBA World.         | Бой за звание чемпиона мира по версиям WBC и WBA World.         |
| Рефери                   | Гарри Чечинни                                                   | Гарри Чечинни                                                   |
| Счёт судей               | Терри Мур: 72-64; Райан Клингмейер: 72-64; Гарри Чечинни: 71-65 | Терри Мур: 72-64; Райан Клингмейер: 72-64; Гарри Чечинни: 71-65 |
| Счёт неофициальных судей | Associated Press: 69-66 — в пользу Али.                         | Associated Press: 69-66 — в пользу Али.                         |
|                          | Али                                                             | Эванхелиста                                                     |
| Вес                      | 100,4 кг                                                        | 94,9 кг                                                         |
| Результаты боёв          | 53-2                                                            | 14-1-1                                                          |

#### 29 сентября. Эрни Шейверс
|                          |                                                                |                                                                |
| Соперник                 | Эрни Шейверс                                                   | Эрни Шейверс                                                   |
| Место проведения         | «Медисон-сквер-гарден», Нью-Йорк, Нью-Йорк                     | «Медисон-сквер-гарден», Нью-Йорк, Нью-Йорк                     |
| Результат                | Победа Мухаммеда Али единогласным решением в 15-раундовом бою. | Победа Мухаммеда Али единогласным решением в 15-раундовом бою. |
| Статус                   | Бой за звание чемпиона мира по версиям WBC и WBA World.        | Бой за звание чемпиона мира по версиям WBC и WBA World.        |
| Рефери                   | Джонни Лобьянко                                                | Джонни Лобьянко                                                |
| Счёт судей               | Джонни Лобьянко: 9-5; Ева Шейн: 9-6; Тони Кастеланно: 9-6      | Джонни Лобьянко: 9-5; Ева Шейн: 9-6; Тони Кастеланно: 9-6      |
| Счёт неофициальных судей | Associated Press: 10-5 — в пользу Али.                         | Associated Press: 10-5 — в пользу Али.                         |
|                          | Али                                                            | Шейверс                                                        |
| Вес                      | 102,1 кг                                                       | 95,8 кг                                                        |
| Результаты боёв          | 54-2                                                           | 54-5-1                                                         |

### 1978 год

#### 15 февраля. Леон Спинкс
|                          |                                                                                  |                                                                                  |
| Соперник                 | Леон Спинкс                                                                      | Леон Спинкс                                                                      |
| Место проведения         | Отель «Хилтон», Лас-Вегас, Невада                                                | Отель «Хилтон», Лас-Вегас, Невада                                                |
| Результат                | Поражение Мухаммеда Али раздельным решением судей в 15-раундовом бою.            | Поражение Мухаммеда Али раздельным решением судей в 15-раундовом бою.            |
| Статус                   | Бой за звание чемпиона мира по версиям WBC и WBA World.                          | Бой за звание чемпиона мира по версиям WBC и WBA World.                          |
| Рефери                   | Дейви Перл                                                                       | Дейви Перл                                                                       |
| Счёт судей               | Лу Тэйбат: 140-145; Гарольд Бак: 141-144 — в пользу Спинкса.; Арт Льюри: 143-142 | Лу Тэйбат: 140-145; Гарольд Бак: 141-144 — в пользу Спинкса.; Арт Льюри: 143-142 |
| Счёт неофициальных судей | Associated Press: 143-142 — в пользу Али.                                        | Associated Press: 143-142 — в пользу Али.                                        |
|                          | Али                                                                              | Спинкс                                                                           |
| Вес                      | 101,7 кг                                                                         | 89,5 кг                                                                          |
| Результаты боёв          | 55-2                                                                             | 6-0-1                                                                            |
| Примечания               | Бой года по версии журнала «Ринг».                                               | Бой года по версии журнала «Ринг».                                               |

#### 15 сентября. Леон Спинкс
|                  |                                                                      |                                                                      |
| Соперник         | Леон Спинкс                                                          | Леон Спинкс                                                          |
| Место проведения | «Супердоум», Новый Орлеан, Луизиана                                  | «Супердоум», Новый Орлеан, Луизиана                                  |
| Результат        | Победа Мухаммеда Али единогласным решением судей в 15-раундовом бою. | Победа Мухаммеда Али единогласным решением судей в 15-раундовом бою. |
| Статус           | Бой за звание чемпиона мира по версии WBA World.                     | Бой за звание чемпиона мира по версии WBA World.                     |
| Рефери           | Люсьен Джуберт                                                       | Люсьен Джуберт                                                       |
| Счёт судей       | Люсьен Джуберт: 10-4; Эрни Коджо: 10-4; Херман Прейс: 11-4           | Люсьен Джуберт: 10-4; Эрни Коджо: 10-4; Херман Прейс: 11-4           |
| Трансляция       | ABC, трансляцию посмотрело более 90 млн телезрителей.                | ABC, трансляцию посмотрело более 90 млн телезрителей.                |
|                  | Али                                                                  | Спинкс                                                               |
| Вес              | 100,2 кг                                                             | 91,2 кг                                                              |
| Результаты боёв  | 55-3                                                                 | 7-0-1                                                                |
| Примечания       | После боя Али заявил об окончании карьеры.                           | После боя Али заявил об окончании карьеры.                           |

### 1980 год

#### 2 октября. Ларри Холмс
|                  |                                                                                      |                                                                                      |
| Соперник         | Ларри Холмс                                                                          | Ларри Холмс                                                                          |
| Место проведения | «Цезарс Палас», Лас-Вегас, Невада                                                    | «Цезарс Палас», Лас-Вегас, Невада                                                    |
| Результат        | Поражение Мухаммеда Али отказом продолжать поединок в 10-м раунде 15-раундового боя. | Поражение Мухаммеда Али отказом продолжать поединок в 10-м раунде 15-раундового боя. |
| Статус           | Бой за звание чемпиона мира по версии WBC.                                           | Бой за звание чемпиона мира по версии WBC.                                           |
| Рефери           | Ричард Грин                                                                          | Ричард Грин                                                                          |
| Счёт судей       | Чак Майнкер: 90-100; Дуэн Форд: 89-100; Ричард Стил: 90-100 — в пользу Холмса.       | Чак Майнкер: 90-100; Дуэн Форд: 89-100; Ричард Стил: 90-100 — в пользу Холмса.       |
|                  | Али                                                                                  | Холмс                                                                                |
| Вес              | 98,7 кг                                                                              | 95,9 кг                                                                              |
| Результаты боёв  | 56-3                                                                                 | 35-0                                                                                 |
| Гонорар          | 8 млн долларов                                                                       | 2,3 млн долларов                                                                     |
| Примечания       | Последний бой за звание чемпиона мира в карьере Али.                                 | Последний бой за звание чемпиона мира в карьере Али.                                 |

### 1981 год

#### 11 декабря. Тревор Бербик
|                  |                                                                         |                                                                         |
| Соперник         | Тревор Бербик                                                           | Тревор Бербик                                                           |
| Место проведения | Спорт-центр имени Королевы Елизаветы, Нассау                            | Спорт-центр имени Королевы Елизаветы, Нассау                            |
| Результат        | Поражение Мухаммеда Али единогласным решением судей в 10-раундовом бою. | Поражение Мухаммеда Али единогласным решением судей в 10-раундовом бою. |
| Статус           | Рейтинговый бой.                                                        | Рейтинговый бой.                                                        |
| Рефери           | Зак Клейтон                                                             | Зак Клейтон                                                             |
| Счёт судей       | Алонзо Батлер: 94-97; Джей Эдсон: 94-99; Клайд Грей: 94-99              | Алонзо Батлер: 94-97; Джей Эдсон: 94-99; Клайд Грей: 94-99              |
|                  | Али                                                                     | Бербик                                                                  |
| Вес              | 107,2 кг                                                                | 98,9 кг                                                                 |
| Результаты боёв  | 56-4                                                                    | 19-2-1                                                                  |
| Примечания       | Последний бой в профессиональной карьере Али.                           | Последний бой в профессиональной карьере Али.                           |

## Комментарии
1. ↑  В данном поле указывается количество побед, поражений и ничей боксёров на момент проведения боя.